# Werner Jaschik
Werner Jaschik (* 4. Juli 1945 in Adendorf) ist ein deutscher Fußballtrainer und ehemaliger Fußballspieler.
Jaschik spielte unter anderem für KSV Hessen Kassel und Olympia Wilhelmshaven in der 2. Bundesliga, er absolvierte 35 Spiele.
Ende der 70er wurde er Spielertrainer beim Lüneburger SK, später übernahm er das Traineramt vollständig. In den 1990er Jahren trainierte er den TSV Bardowick, den er 1998 bis in die Niedersachsenliga führte. 1989 hatte der Verein noch in der Kreisliga gespielt. Derzeit betreut er Jugendliche beim Hamburger SV.